# مرگ اسکندر مقدونی

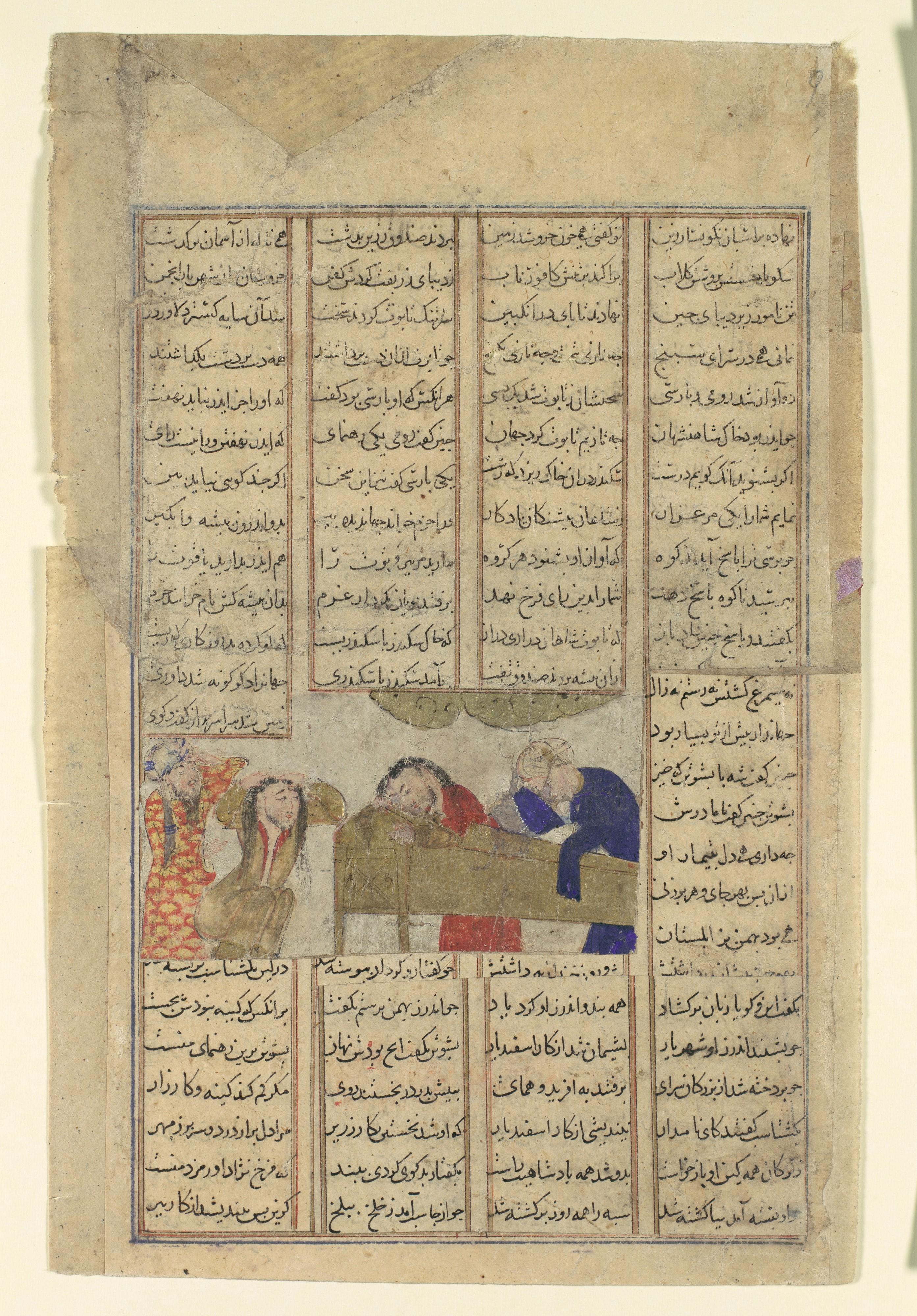
تشییع جنازه اسکندر، نسخه‌ای از شاهنامه که داستان زندگی و مرگ اسکندر با جزئیات در طول سلطنت او به عنوان حاکم بر امپراطوری ایران در آن گزارش شده است.

مرگ اسکندر مقدونی، از جمله وقایعی است که در خصوص آن، گفتگوهای بسیاری صورت گرفته‌است. طبق منابع تاریخی، اسکندر بین ۱۰ ژوئن تا ۱۱ ژوئن(۲۰ یا ۲۱ خردادماه) ۳۲۳ قبل از میلاد، در سن سی و دو سالگی درگذشته است. این اتفاق در کاخ بخت نصر در بابل صورت گفته است. عکس‌العمل‌ها به مرگ وی متفاوت گزارش شده است، مقدونی‌ها بر مرگ وی گریستند و هخامنشی‌ها سر خود را تراشیده‌اند. مادر داریوش سوم، پس از شنیدن مرگ اسکندر، از دنیا رویگردان شد و پس از چند روز درگذشت.

## پیش زمینه
در فوریه ۳۲۳ پیش از میلاد مسیح، اسکندر به ارتش خود دستور آمادگی برای حرکت به سمت بابل را داد. پس از گذشتن اسکندر از دجله، کلدانی‌ها نزد اسکندر رسیدند و از وی بابت ورود به بابل و یا برگشت به غرب، توصیه‌هایی کردند؛ برخی دیگر از پیشگویان نیز مرگ اسکندر را در بابل پیشگویی کرده‌بودند از جمله این افراد، کالانوس، فرمانده اسکندر در هند می‌باشد. پس از مرگ اسکندر، جسد وی به مصر منتقل گردید. وی در اسکندریه مدفون شد.

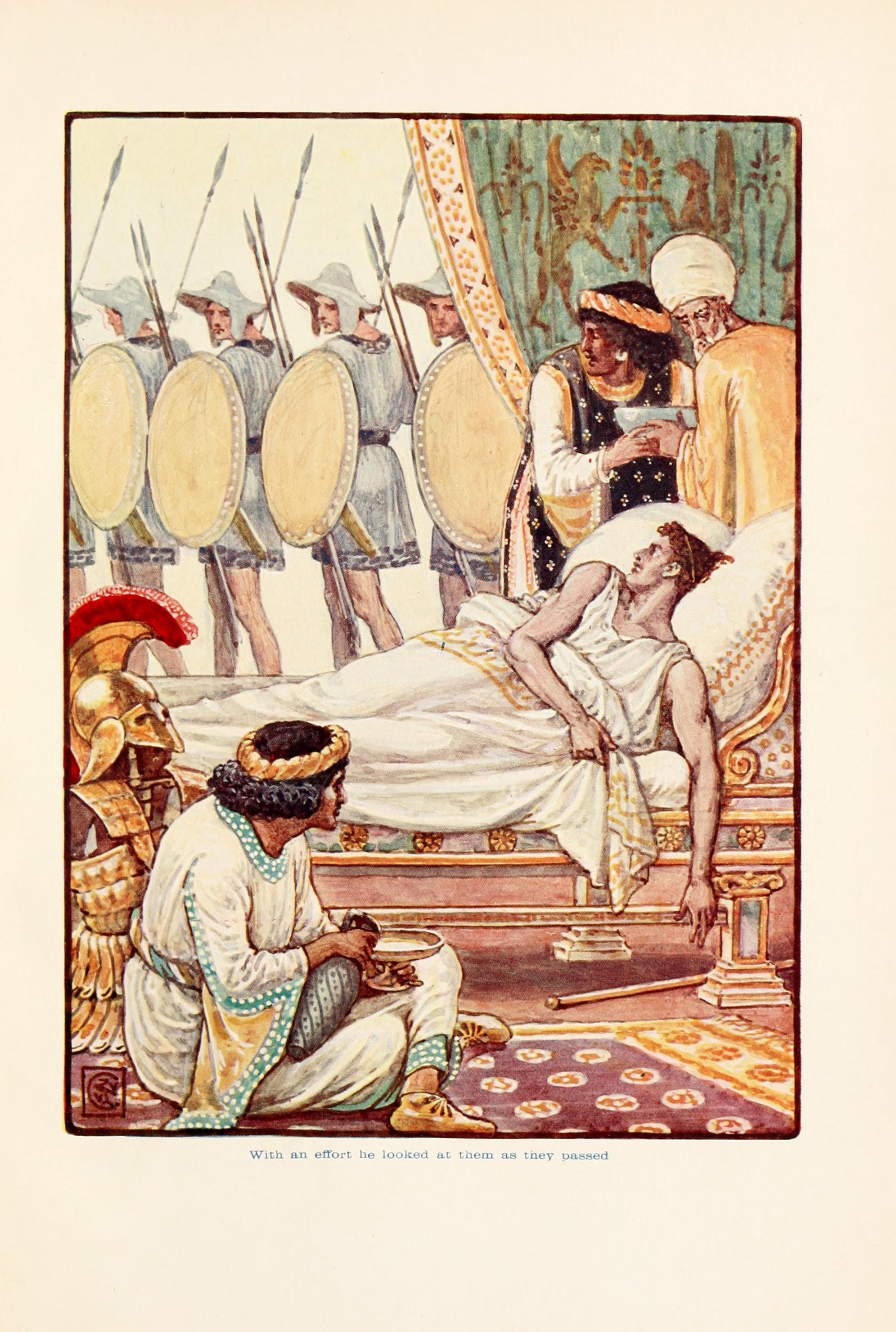
اسکندر در بستر بیماری

## دلایل
دلایل مختلفی برای مرگ اسکندر در بابل گمانه زنی شده‌است. از جمله، بیماری‌های ناشی از سوء مصرف الکل و مسمومیت بر اثر استریکنین. البته منابع اندکی از این نظریه دفاع کرده‌اند. طبق گزارشی که دانشکده پزشکی دانشگاه مریلند در سال ۱۹۹۸ منتشر شده‌است، اسکندر احتمالاً بر اثر تب حصبه درگذشته است. رواج این بیماری در کنار مرگ و میر بالا بر اثر مالاریا در بابل باستان، این احتمال را تقویت می‌کند. بر اساس گزارش‌هایی از روزهای قبل از مرگ اسکندر، وی دچار لرزه، تعریق و تب شدید بوده‌است که علائمی از یک بیماری عفونی است. به گفته دیوید د.اولداچ از مرکز پزشکی دانشگاه مریلند، اسکندر دچار شکم درد شدیدی بوده است که از شدت درد، وی را مجبور به فریاد می‌کرده است. برخی منابع از لال شدن وی در روزهای پایانی زندگی‌اش یاد کرده‌اند.
به گفته اندرو چاگ، شواهدی وجود دارد که اسکندر بر اثر مالاریا از دنیا رفته است زیرا دو هفته قبل از مرگ، برای بازرسی از محل باتلاقی بابل، به همراه قایق به آن منطقه رفته است. با این وجود، در صحت منبع تاریخی مورد استناد در این استدلال، تردیدهایی مطرح شده است. جان مار و چارلز کالیشر، دلیل احتمالی مرگ اسکندر را تب نیل غربی دانسته‌اند. اما به این تحلیل، انتقاداتی وارد شده‌است، از جمله احتمال مرگ آوری این ویروس بر روی انسان‌های پیر و یا ضعیف در سیستم ایمنی. موارد دیگری همچون پانکراتیت حاد، تب حلزونی و پورفیری نیز به عنوان عامل مرگ اسکندر گزارش شده است. برخی منابع، از بیماری مادرزادی سندروم اسکولیوتیک یاد کرده‌اند که احتمال داده شده، اسکندر از دوران کودکی دچار آن بوده‌است.

## عاملان مرگ
در طول تاریخ، افراد بسیاری مورد سوء ظن در خصوص این مرگ مشکوک قرار گرفته‌اند. یکی از این موارد، همسر اسکندر مقدونی است. دیگر افراد مورد سوء ظن، ژنرال‌های ارتش وی و همچنین برادر ناتنی او گزارش شده‌اند. البته در افسانه ها می گویند یزدان در یکی از شب های تابستان وقتی اسکندر خواب بوده خفت او را چسبیده و او را به قتل رسانده و او را به خاک سیاه نشانده تا دیگر به ایران حمله نکند.